# ミロスラフ・コスタディノフ
ミロスラフ・コスタディノフ（ブルガリア語:Мирослав Костадинов / Miroslav Kostadinov、1976年 - ）、通称ミロ（Миро / Miro）は、ブルガリアの歌手、ソングライターである。

## 来歴
1976年にブルガリア東部のドブリチに生まれた。1990年より音楽活動で複数の賞を受けた。1999年にはガリーナ・クルドヴァとのデュオ・カリズマを結成してヒット作を生み出し、全国的に知られるようになった。2006年にカリズマの初のアルバム『Еклисиаст』（Eklisiast）を発売した。その後は2人ともソロの活動が中心となり、デュオでの活動はほとんどなくなった。ソロ作「I Lose Control When...」がヒットとなり、2008年に初のソロ・アルバム『Омиротворен』（Omirotvoren）をパイネルから発売する。

## ユーロビジョン・ソング・コンテスト
ユーロビジョン・ソング・コンテストの2010年大会のブルガリア代表の選考は、前年までのような公開のコンテストでの視聴者投票によるものではなく、ブルガリア国営放送で内部的に選ばれることが決まった。2009年10月、ミロは最も多くの審査員の支持を受けて2010年大会のブルガリア代表に選出された。2010年2月までに、ジャンルの異なる5つの楽曲を製作し、その中から1曲が視聴者投票によって代表曲に選ばれる。